# 弗罗伊登贝格 (北莱茵-威斯特法伦州)
弗罗伊登贝格（德語：Freudenberg，發音：[ˈfʁɔʏdn̩ˌbɛʁk] ⓘ）是德国北莱茵-威斯特法伦州阿恩斯贝格行政区锡根-维特根施泰因县的城市，面积54.6平方千米，2023年12月31日人口为17,738人。